# 4 Dywizja Kawalerii (Imperium Rosyjskie)
4 Dywizja Kawalerii Imperium Rosyjskiego (ros. 4-я кавалерийская дивизия) – dywizja kawalerii Imperium Rosyjskiego, w tym okresu działań zbrojnych I wojny światowej.
Wchodziła w skład 6 Korpusu Armijnego a jej sztab w 1914 mieścił się w Białymstoku.

## Struktura organizacyjna
Organizacja w 1914
- 1 Brygada Kawalerii (Białystok)
  - 4 Nowotroicko-Jekaterynosławski pułk dragonów (Grajewo)
  - 4 Charkowski pułk ułanów (Białystok)
- 2 Brygada Kawalerii (Białystok)
  - 4 Mariupolski pułk huzarów (Białystok)
  - 4 pułk Kozaków Dońskich (Szczuczyn)
- 4 Dywizja Artylerii Konnej (Białystok)